# Türkiye Kupası 2000/01
Die Türkiye Kupası 2000/01 war die 39. Auflage des türkischen Fußball-Pokalwettbewerbes. Der Wettbewerb begann am 4. Oktober 2000 mit der 1. Runde und endete am 11. April 2001 mit dem Finale. Im Endspiel trafen Fenerbahçe Istanbul und Gençlerbirliği Ankara aufeinander. Fenerbahçe nahm zum neunten Mal am Finale teil und Gençlerbirliği Ankara zum zweiten Mal.
Gençlerbirliği Ankara besiegte Fenerbahçe Istanbul mit 4:1 im Elfmeterschießen und gewann diesen Wettbewerb zum zweiten Mal. Austragungsort war das Atatürk-Stadion in Kayseri. 

## Teilnehmende Mannschaften
Für den türkischen Pokal waren folgende 64 Mannschaften teilnahmeberechtigt:
| Süper Lig die 18 Vereine der Saison 1999/2000 | 2. Liga die 30 Vereine der Saison 1999/2000 | 3. Liga die 16 Vereine aus der Aufstiegsrunde der Saison 1999/2000 |
| Adanaspor Altay İzmir Antalyaspor Beşiktaş Istanbul Bursaspor Denizlispor Erzurumspor Fenerbahçe Istanbul Galatasaray Istanbul Gaziantepspor Gençlerbirliği Ankara Göztepe Izmir İstanbulspor Kocaelispor MKE Ankaragücü Samsunspor Trabzonspor Vanspor | Ağrıspor Ankara ASAŞ Ankaraspor Artvin Hopaspor Aydınspor Bakırköyspor Batman Petrolspor Boluspor Bucaspor Çaykur Rizespor Çorluspor Dardanelspor Diyarbakırspor Elazığspor Gaziantep BB Gaziosmanpaşaspor Hatayspor Istanbul BB Izmirspor Kardemir Karabükspor Karşıyaka SK Kayserispor Konyaspor Mobellaspor MKE Kırıkkalespor Şanlıurfaspor Sarıyer GK Şekerspor Siirt Jet-Pa Spor Yeni Salihlispor Yimpaş Yozgatspor | Afyonspor Akçaabat Sebatspor Anadolu Üsküdar 1908 Balıkesirspor Beykozspor Cizrespor Gümüşhanespor Ispartaspor Istanbul Güngörenspor Kahramanmaraşspor Karadeniz Ereğlispor Kayseri Erciyesspor Kırklarelispor Mardinspor Turgutluspor Türk Telekomspor |

## 1. Hauptrunde
Die 1. Hauptrunde fand am 4. Oktober 2000 statt. In dieser Runde traten 36 Vereine an: 20 Zweitligisten aus der regulären Saison 1999/2000 und 16 Drittligisten (die zweiten besten aus je acht Gruppen)
|                      | Ergebnis              |                       |
| -------------------- | --------------------- | --------------------- |
| Cizrespor            | 5:0 (3:0)             | Mardinspor            |
| Batman Petrolspor    | 2:3 (0:0)             | Elazığspor            |
| Hatayspor            | 2:3 (0:1)             | Gaziantep BB          |
| Şanlıurfaspor        | 1:0 (0:0)             | Kahramanmaraşspor     |
| Gümüşhanespor        | 3:0 (1:0)             | Artvin Hopaspor       |
| Ağrıspor             | 0:3                   | Akçaabat Sebatspor    |
| Şekerspor            | 3:2 n. V. (2:2, 1:1)  | MKE Kırıkkalespor     |
| Türk Telekomspor     | 3:2 (1:1)             | Kayseri Erciyesspor   |
| Ankaraspor           | 3:3 n. V. (3:4 i. E.) | Boluspor              |
| Kardemir Karabükspor | 5:0 (0:0)             | Karadeniz Ereğlispor  |
| Turgutluspor         | 0:2 (0:1)             | Aydınspor             |
| Balıkesirspor        | 0:1 (0:0)             | Bucaspor              |
| Karşıyaka SK         | 0:2 (0:2)             | Ispartaspor           |
| Yeni Salihlispor     | 2:0 (1:0)             | Afyonspor             |
| Bakırköyspor         | 2:3 n. V. (1:1, 0:0)  | Güngören Belediyespor |
| Istanbul BB          | 2:1 (1:1)             | Beykozspor            |
| Çorluspor            | 0:1 (0:0)             | Anadolu Üsküdar 1908  |
| Kırklarelispor       | 1:2 (1:1)             | Gaziosmanpaşaspor     |

## 2. Hauptrunde
Die 2. Hauptrunde wurde vom 24. bis 25. Oktober 2000 ausgetragen. Zu den 18 Siegern aus der 1. Hauptrunde nahmen hier die Play-off-Teilnehmer aus der 2. Liga der Saison 1999/2000 teil.
|                       | Ergebnis              |                        |
| --------------------- | --------------------- | ---------------------- |
| Konyaspor             | 2:1 (0:0)             | Ispartaspor            |
| Diyarbakırspor        | 2:1 (2:0)             | Gaziantep BB           |
| Şanlıurfaspor         | 2:1 (2:0)             | Elazığspor             |
| Cizrespor             | 0:1 (0:1)             | Siirt Jet-PA Spor      |
| Yimpaş Yozgatspor     | 1:2 (1:2)             | Akçaabat Sebatspor     |
| Gümüşhanespor         | 3:3 n. V. (3:5 i. E.) | Çaykur Rizespor        |
| Mobellaspor           | 1:1 n. V. (4:2 i. E.) | Kayserispor            |
| Şekerspor             | 3:1 (3:1)             | Kardemir Karabükspor   |
| Türk Telekomspor      | 2:1 (0:0)             | Boluspor               |
| Bucaspor              | 3:0 (0:0)             | Aydınspor              |
| Yeni Salihlispor      | 2:0 (1:0)             | İzmirspor              |
| Gaziosmanpaşaspor     | 1:2 (0:2)             | Çanakkale Dardanelspor |
| Güngören Belediyespor | 1:2 (0:1)             | Anadolu Üsküdar 1908   |
| Istanbul BB           | 4:2 (1:0)             | Sarıyer GK             |

## 3. Hauptrunde
Die 3. Hauptrunde wurde vom 28. bis 29. November 2000 ausgetragen. Zu den 14 Siegern aus der 1. Hauptrunde nahmen hier die Erstligisten aus der Saison 1999/2000 teil.
|                        | Ergebnis  |                   |
| ---------------------- | --------- | ----------------- |
| Çanakkale Dardanelspor | 2:3 (2:2) | MKE Ankaragücü    |
| Altay Izmir            | 1:2 (0:1) | Trabzonspor       |
| Anadolu Üsküdar 1908   | 0:3 (0:2) | Beşiktaş Istanbul |
| Şanlıurfaspor          | 0:2 (0:1) | Antalyaspor       |
| Akçaabat Sebatspor     | 0:2 (0:1) | Gaziantepspor     |
| Istanbul BB            | 0:1 (0:0) | Çaykur Rizespor   |
| İstanbulspor           | 5:0 (3:0) | Türk Telekomspor  |
| Adanaspor              | 6:3 (3:2) | Konyaspor         |
| Gençlerbirliği         | 7:1 (4:1) | Mobellaspor       |
| Samsunspor             | 0:1 (0:1) | Göztepe Izmir     |
| Kocaelispor            | 8:1 (3:1) | Şekerspor         |
| Yeni Salihlispor       | 0:1 (0:1) | Denizlispor       |
| Bucaspor               | 1:4 (0:3) | Bursaspor         |
| Diyarbakırspor         | 3:0 (0:0) | Erzurumspor       |
| Fenerbahçe Istanbul    | 7:3 (4:0) | Siirt Jet-PA Spor |
| Galatasaray Istanbul   | 7:0 (5:0) | Vanspor           |

## Achtelfinale
Das Achtelfinale wurde vom 12. bis 13. Dezember 2000 ausgetragen.
|                      | Ergebnis  |                       |
| -------------------- | --------- | --------------------- |
| Bursaspor            | 1:2 (1:2) | Fenerbahçe Istanbul   |
| Çaykur Rizespor      | 1:2 (0:0) | Gençlerbirliği Ankara |
| İstanbulspor         | 2:0 (1:0) | Diyarbakırspor        |
| Kocaelispor          | 2:1 (2:1) | Denizlispor           |
| MKE Ankaragücü       | 4:0 (1:0) | Göztepe Izmir         |
| Antalyaspor          | 1:2 (1:0) | Beşiktaş Istanbul     |
| Gaziantepspor        | 1:3 (1:1) | Trabzonspor           |
| Galatasaray Istanbul | 2:1 (1:1) | Adanaspor             |

## Viertelfinale
Das Viertelfinale wurde am 31. Januar und 1. Februar 2001 ausgetragen.
|                       | Ergebnis             |                      |
| --------------------- | -------------------- | -------------------- |
| Gençlerbirliği Ankara | 4:2 n. V. (2:2, 0:0) | Kocaelispor          |
| Trabzonspor           | 1:4 (1:2)            | Galatasaray Istanbul |
| İstanbulspor          | 0:3 (0:1)            | Beşiktaş Istanbul    |
| MKE Ankaragücü        | 1:3 n. V. (1:1, 1:0) | Fenerbahçe Istanbul  |

## Halbfinale
Das Halbfinale wurde am 7. und 8. Februar 2001 ausgetragen.
|                     | Ergebnis              |                       |
| ------------------- | --------------------- | --------------------- |
| Fenerbahçe Istanbul | 4:4 n. V. (3:2 i. E.) | Galatasaray Istanbul  |
| Beşiktaş Istanbul   | 1:1 n. V. (2:4 i. E.) | Gençlerbirliği Ankara |

## Finale
| Paarung               | Fenerbahçe Istanbul – Gençlerbirliği Ankara |
| Ergebnis              | 2:2 n. V., 1:4 i. E. |
| Datum                 | 11. April 2001 um 18:30 Uhr |
| Stadion               | Atatürk-Stadion, Kayseri |
| Schiedsrichter        | Ali Aydın (Ordu) |
| Tore                  | 1:0 Samuel Johnson (6.) 1:1 Marcel Mbayo (13.) 1:2 Ümit Karan (54.) 2:2 Kennet Andersson (65.) Elfmeterschießen: 0:1 Andre Kona 1:1 Milan Rapaić 1:2 Thomas Zdebel 1:3 İsmail Güldüren 1:4 Tolga Doğantez                                                            |
| Fenerbahçe Istanbul   | Rüştü Reçber – Ogün Temizkanoğlu, Mustafa Doğan, Zoran Mirković, Abdullah Ercan – Samuel Johnson (105. Yusuf Şimşek), Miško Mirković, Nikola Lazetic, Haim Revivo (79. Milan Rapaić) – Elvir Baljić (99. Serhat Akın), Kennet Andersson Cheftrainer: Mustafa Denizli |
| Gençlerbirliği Ankara | Patrick Nys – İsmail Güldüren, Tolga Doğantez, Beyhan Sümer, Alfred Phiri (65. Mustafa Gönden) – Thomas Zdebel, Marcel Mbayo (88. Serkan Balcı), Mehmet Şimşek (113. Ismail Doğan), Ferdi Tatlı, Ümit Karan – Andre Kona Cheftrainer: Samet Aybaba                   |
| Gelbe Karten          | Samuel Johnson – Thomas Zdebel, Beyhan Sümer, Mustafa Gönden, Ferdi Tatlı |

## Beste Torschützen
| Rang | Spieler        | Verein                | Tore |
| ---- | -------------- | --------------------- | ---- |
| 1    | Ümit Karan     | Gençlerbirliği Ankara | 7    |
| 2    | Serhat Akın    | Fenerbahçe Istanbul   | 5    |
| 3    | Aykan Atik     | Cizrespor             | 3    |
| 3    | Emre Belözoğlu | Galatasaray Istanbul  | 3    |
| 3    | Cenk İşler     | Adanaspor             | 3    |
| 3    | Andre Kona     | Gençlerbirliği Ankara | 3    |
| 3    | Fazlı Ulusal   | Beşiktaş Istanbul     | 3    |